# أنكوزلهدا
أنكوزلهدا (بالبرتغالية: Encruzilhada‏)؛ بلدية في ولاية باهيا في المنطقة الشمالية الشرقية من البرازيل.